# Дом купца Панченко (Константиновск)
Дом купца Панченко — дом в городе Константиновск Ростовской области.
Построен в 1910 году, в здании находится Дом быта. Здание является памятником архитектуры, в соответствии с приказом ГУ Областной инспекции от 31.12.2002 года № 124.
Адрес: Ростовская обл., г. Константиновск, ул. Карташова, 35.

## История
В XIX — начале XX века в городе Константиновске Константиновского района Ростовской области построено много зданий в архитектурном стиле эклектика. Этот стиль соединяет в одном здании конструктивные и декоративные формы рококо, барокко, Ренессанса и модерна. Примером дома, сооруженного в стиле эклектика стал двухэтажный кирпичный дом купца Паненко, расположенный в городе Константиновске на улице Карташева. Этот дом был построен в 1910 году на средства ростовского купца первой гильдии, владельца бумажных фабрик и грушевских каменноугольных копей, потомственного почетного гражданина Ростова-на-Дону Ивана Степановича Панченко для женского реального училища, там же располагалась аптека.
Иван Степанович Панченко был общественным деятелем, членом комитета Ростовской городской думы по сооружению памятника Александру II; членом комитета по строительству зданий городской Николаевской больницы; многолетним гласным Ростовской городской думы. На деньги купца строились церкви и больницы. Его жена, Капитолина Семеновна, была почетной попечительницей Ростовской-на-Дону Екатерининской женской гимназии.
В свое время на первом этаже здания находился склад и аптечный магазин Валентиновича, здесь можно было также получить медицинскую помощь. Второй этаж дома занимало женское реальное училище.
В настоящее время в доме, стоящим на перекрестке улиц 25 лет Октября и Карташова находится Дом быта. В соответствии с приказом Главного управления Областной инспекции от 31.12.2002 года № 124, здание торгового дома купца Плотникова отнесено к памятникам архитектуры регионального значения.

## Описание
Двухэтажный кирпичный дом купца Плотникова в городе Константиновске построен в стиле эклектика. Здание скошено в угловой части, рустовано по двум этажам, имеет межэтажный карниз, пилястры, венчающий карниз, прямоугольные окна с сандриками. В здание устроено два входа со стороны двух улиц. Фасады выполнены одинаково по улице 25 октября и Карташева.